# Seminario vescovile di Pistoia
Il seminario di Pistoia, conosciuto a livello architettonico come seminario vescovile e chiesa di Santa Chiara, è una seminario pistoiese del XVIII secolo dedicato a santa Chiara d'Assisi.

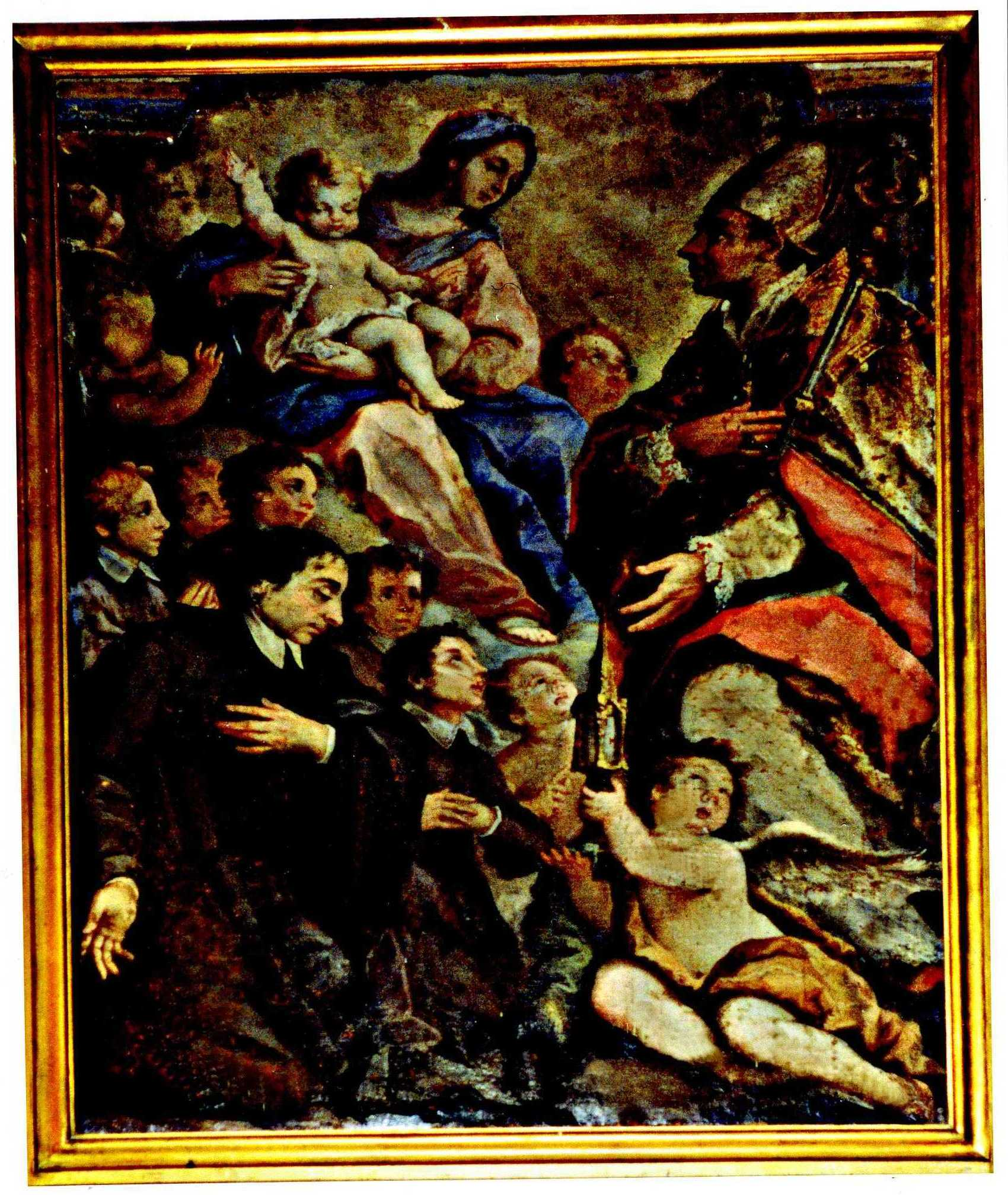
A. Tempesti, Presentazione dei cherici a sant'Atto

I nobili Giovanni Battista Manni, Giorgio Manni, futuro canonico della cattedrale e Cosimo Manni, cherico, furono tra i sei cherici eugeniani che il vescovo di Pistoia e Prato, Strozzi, scelse tra le famiglie nobili più in vista di Pistoia per fondare il nuovo seminario-collegio vescovile intitolato a san Leone Magno. Di ciò è rimasta memoria anche in un quadro del Tempesti, pittore pisano, che ha raffigurato il primo rettore Giò-Battista Basoletti che presenta questi cherici a sant'Atto, il quale li offre alla beata Vergine Maria. Questo quadro si conservò nella cappella interna del nuovo seminario ed oggi è nell'aula magna.

## Rettori
- Giovan Battista Basoletti (1693-1695)
- Luca Del Muto (1696-1706)
- Giovan Pietro Angelucci (1707-1720)
- Giacomo Lippi (1720-1721)
- Fra Malachia D'Inguimbet, cistercense 1721
- P. Gaetano di san Giovanni Batista, chierico regolare delle scuole pie  (1723-1727)
- Vincenzo Ducci (1728-1729)
- Francesco Casimiro Tani (1730-1739)
- Tommaso Frati (1740-1753)
- Francesco Bettini (1753-1756)
- Prospero Conti (1757-1767)
- Tommaso Celestino Comparini (1767-1783)
- Luigi Gasperini (1786-1792)
- Pietro Torracchi (1793-1803)
- Tommaso Comparini (1804-1807)
- Bartolommeo Dini (1808-1819)
- Agostino Santini (1820-1840)
- Angiolo Bigini (1841-1850)
- Costantino Dolfi (1851-1855)
- Giuseppe Silvestrini (1856-1864)
- Giovanni Arcangeli (1866-1890)
- Jacopo Maestripieri (1891-1904)
- Roberto Puccini (1904-1905)
- Dionisio Magni (1905-1914)
- Carlo Masera, degli oblati di San Carlo (1914-1917)
- Francesco Chiti (1918-1920)
- Ireneo Chelucci, vescovo di Montalcino (1921-1938)
- Mario Spinelli (1939-1954)
- Leopoldo Antonini (1954-1962)
- Giordano Frosini (1963-1977)
- Paolo Maffucci (1977-1981)
- Furio Fabbri (1981-1985)
- Cesare Tognelli (5.IX.1985 - 31.XII.2010)
- Fausto Corsi (1.I.2011-2017)
- Ugo Ferraci 2018-in corso

## Descrizione

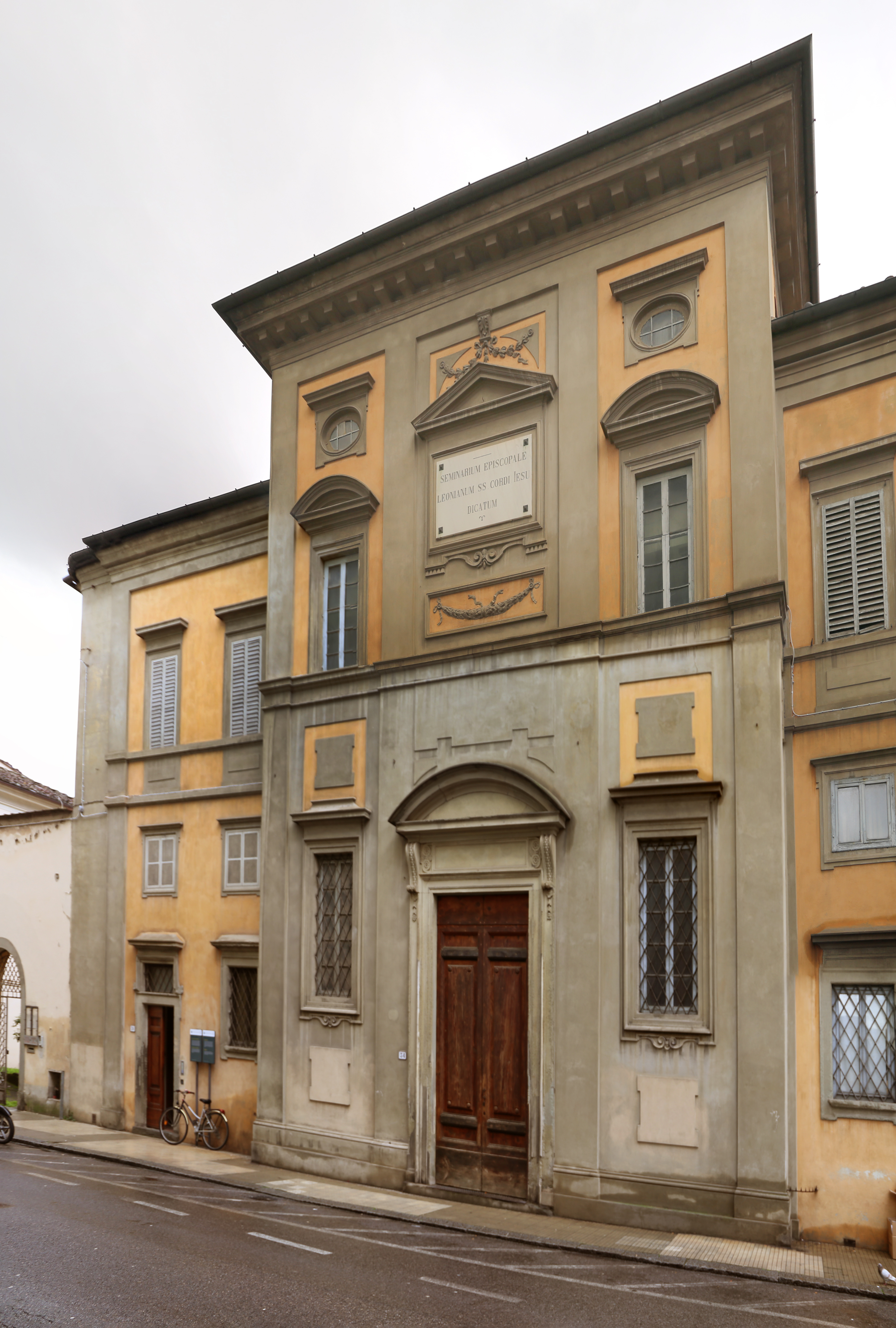
L'ingresso

Fu costruito fra il 1783 e il 1787 su commissione del vescovo Scipione de' Ricci, che si avvalse di diverse consulenze (l'ingegnere fiorentino Gricci, Francesco Beneforti, Giovacchino Maselli) allo scopo di riunire in un unico corpo articolato le diverse preesistenze del monastero di Santa Chiara.
Il nucleo principale incorporò la chiesa trasformandola in atrio di ingresso, furono aggiunte due ali di fabbrica ad U verso il giardino, e la facciata ebbe uno schema decorativo di assoluta semplicità e regolarità. La pianificazione degli spazi interni e dei collegamenti orizzontali e verticali (corridoi e scale), risulta assai funzionale e nell'insieme anche di una notevole grandiosità.